# Alone (canção dos Bee Gees)
"Alone" (Sozinho) é uma canção dos Bee Gees. É a faixa de abertura do álbum multi-platina Still Waters lançado pelos Bee Gees em 1997 e o primeiro single do álbum. A canção, que foi gravada em 1996, é uma balada pop composta por Barry, Robin e Maurice Gibb. A faixa foi um grande sucesso no mundo todo, alcançando a quinta posição no Reino Unido e dominando as paradas musicais em Honguecongue, Tailândia e Malásia, no número um. Nos Estados Unidos o single chegou ao número 28, depois de ser estreado na "Hot Shot" da Billboard, no número 34.
Barry e Robin Gibb alternam nos vocais na faixa, com ambos principalmente usando a marca falsete do grupo.

## Videoclipe
Dois vídeos promocionais dirigidos por Nick Egan foram feitos para a canção.[carece de fontes?] O primeiro deles, não mostrado nos Estados Unidos, destaca os irmãos cantando em um quarto entrecortado girando com uma astronauta removendo lentamente seu traje espacial na gravidade zero, uma homenagem à abertura do filme cult de ficção científica de 1968, Barbarella. O promocional para os Estados Unidos contou com os irmãos gravando a canção em um estúdio, entrecortado com vários clipes dos irmãos através dos anos, bem como segmentos do vídeo original.

## Faixas
1. "Alone" (mixagem do single)
2. "Stayin' Alive" (ao vivo)
3. "You Should Be Dancing" (Decadance)
4. "Rings Around the Moon"

## Desempenho nas paradas
| Parada (1997)      | Melhor posição |
| ------------------ | -------------- |
| Honguecongue       | 1              |
| Malásia            | 1              |
| Tailândia          | 1              |
| Nova Zelândia      | 2              |
| Áustria            | 4              |
| França             | 4              |
| Reino Unido        | 5              |
| Irlanda            | 5              |
| Bélgica (Valônia)  | 6              |
| Alemanha           | 6              |
| Austrália          | 7              |
| Dinamarca          | 7              |
| Brasil             | 8              |
| China              | 8              |
| Suíça              | 8              |
| Canadá             | 9              |
| Noruega            | 15             |
| Suécia             | 25             |
| Estados Unidos     | 28             |
| Países Baixos      | 28             |
| Bélgica (Flandres) | 31             |

## Regravações
"Alone" foi regravada pelo artista norte-americano de música country Monty Holmes no seu álbum de estreia de 1997, All I Ever Wanted. Foi lançado como o segundo single do álbum e atingiu ao número 53 na parada Hot Country Singles & Tracks da Billboard.